# Pierre Mendès France
Pierre Mendès France (11. ledna 1907 – 18. října 1982) byl francouzský politik židovského původu.
V letech 1954-1955 byl premiérem Francie. Byl též ministrem hospodářství (1944–1945), ministrem zahraničních věcí (1954–1955) a státním ministrem (1956). Během jeho pobytu v úřadu francouzská armáda opustila Vietnam, za což byl kritizován nacionalistickými kruhy, často s antisemitským podtextem. Učinil také první kroky k nezávislosti Tuniska a Maroka. Byl představitelem Radikální strany.